# Glenn W. Most
Glenn Warren Most (* 12. Juni 1952 in Miami) ist ein US-amerikanischer Altphilologe.

## Leben
Most studierte ab 1968 klassische Philologie und Komparatistik an der Harvard University. 1972 schloss er dort mit dem B.A. summa cum laude in Classics (Latin) ab. Bis 1973 folgte ein Masterstudiengang am Corpus Christi College der University of Oxford, den er danach bis 1976 am Department of Comparative Literature der Yale University fortsetzte und 1978 als M. Phil. abschloss. Zwei Jahre später wurde er bei Paul de Man mit einer Arbeit zum Thema The Bait of Falsehood: Studies in the Rhetorical Strategy of Poetic Truth in the Romantic Period zum Ph. D. promoviert. Zudem studierte er von 1976 bis 1978 am Philologischen Seminar der Eberhard Karls Universität Tübingen. Mit einer Dissertation bei Richard Kannicht wurde er 1980 zum Doktor der Philosophie promoviert.
Most wurde 1980 Andrew W. Mellon Assistant Professor of Classics an der Princeton University und blieb bis 1985 in dieser Position. Zwischenzeitlich war er 1982/83 an der American Academy in Rome. 1985/86 lehrte er als Professor an der Universität Siena, anschließend bis 1987 als Gastprofessor an der University of Michigan. 1987 folgte ein Ruf an die Universität Innsbruck zum ordentlichen Universitätsprofessor für klassische Philologie und Altertumskunde. 1988/89 war er „Fellow“ am Wissenschaftskolleg zu Berlin. 1991 wechselte Most als C-4-Professor an die Ruprecht-Karls-Universität Heidelberg, wo er bis 2001 lehrte. Während dieser Jahre war er Gastprofessor an der University of Michigan und an der University of Chicago. 1994 wurde Most als erstem Altphilologen der Gottfried Wilhelm Leibniz-Preis zuerkannt. Von 2001 bis zu seiner Emeritierung im November 2020 lehrte er als Professor für Griechische Philologie an der Scuola Normale Superiore von Pisa.
Most beschäftigt sich in seinen Studien unter anderem mit Hesiod, Homer, Ovid, Pindar oder Vergil sowie literarischen Figuren wie Medea, Elektra oder Daphne.
Most ist External Scientific Member am Max-Planck-Institut für Wissenschaftsgeschichte in Berlin und Gastprofessor im Committee on Social Thought der University of Chicago. 2008 wurde er in die American Academy of Arts and Sciences gewählt, 2015 in die Academia Europaea sowie in die American Philosophical Society. 2016 erhielt Most den Anneliese-Maier-Forschungspreis der Alexander-von-Humboldt-Stiftung.

## Schriften
- Gottfried Wilhelm Leibniz, Specimen Dynamicum. Lateinisch-deutsch. Übersetzt von Hans Günter Dosch, Glenn W. Most und Enno Rudolph, mit Erläuterungen versehen von Jörg Aichelin, Hans Günter Dosch, Pierre Keller, Hans Lichtenberger, Hans Joachim Maul, Glenn W. Most und Enno Rudolph (= Philosophische Bibliothek. Band 339). Meiner, Hamburg 1982, ISBN 3-7873-0534-3.
- The measures of praise. Structure and function in Pindar’s Second Pythian and Seventh Nemean odes (= Hypomnemata. Heft 83). Vandenhoeck und Ruprecht, Göttingen 1985, ISBN 3-525-25182-3.
- Herausgeber: Collecting fragments – Fragmente sammeln (= Aporemata. Band 1). Vandenhoeck und Ruprecht, Göttingen 1997, ISBN 3-525-25900-X.
- Herausgeber: Editing texts – Texte edieren (= Aporemata. Band 2). Vandenhoeck und Ruprecht, Göttingen 1998, ISBN 3-525-25901-8.
- Herausgeber: Arnaldo Momigliano: Geschichte und Geschichtsschreibung. Ausgewählte Schriften. 3 Bände, Metzler, Stuttgart/Weimar 1998–2000, ISBN 978-3-476-01514-3.
- Herausgeber: Commentaries – Kommentare (= Aporemata. Band 4). Vandenhoeck und Ruprecht, Göttingen 1999, ISBN 3-525-25903-4.
- Raffael. Die Schule von Athen. Über das Lesen der Bilder. Fischer, Frankfurt a. M. 1999, ISBN 3-596-13385-8.
  - Italienische Übersetzung: Leggere Raffaello, la Scuola di Atene e il suo pre-testo. Einaudi, Turin 2001, ISBN 88-06-14692-0.
- Herausgeber: Historicization – Historisierung (= Aporemata. Band 5). Vandenhoeck und Ruprecht, Göttingen 2001, ISBN 3-525-25904-2.
- Herausgeber: Disciplining classics – Altertumswissenschaft als Beruf (= Aporemata. Band 6). Vandenhoeck und Ruprecht, Göttingen 2001, ISBN 3-525-25905-0.
- Doubting Thomas. Harvard University Press, Cambridge (MA) 2005, ISBN 0-674-01914-8.
  - Deutsche Übersetzung: Der Finger in der Wunde. Die Geschichte des ungläubigen Thomas. C. H. Beck, München 2007, ISBN 3-406-55619-1.[5]
- Herausgeber mit Anthony Grafton und Salvatore Settis: The Classical Tradition. Harvard University Press, Cambridge 2010, ISBN 978-0-674-07227-5.
- Herausgeber mit André Laks: Early Greek Philosophy (Loeb Classical Library). 9 Bände, Harvard University Press, Cambridge 2016.
- Herausgeber/Übersetzer: Hesiod: Theogony. Works and Days. Testimonia (= Loeb Classical Library. Band 57). Harvard University Press, Cambridge 2018, überarb. Ausgabe, ISBN 978-0-674-99720-2.
- Herausgeber mit Christoph König: Wunsch, Indianer zu werden. Versuche über einen Satz von Franz Kafka. Wallstein, Göttingen 2019, ISBN 978-3-8353-3401-4.
- Herausgeber mit Ku-ming (Kevin) Chang und Anthony Grafton: Impagination – Layout and Materiality of Writing and Publication. Interdisciplinary Approaches from East and West. Walter de Gruyter, Berlin/Boston 2021,  ISBN 978-3-11-069846-6.
- Herausgeber mit Dagmar Schäfer und Mårten Söderblom Saarela: Plurilingualism in Traditional Eurasian Scholarship: Thinking in Many Tongues (= Ancient Languages and Civilizations. Band 3). Brill, Leiden 2023, ISBN 978-90-04-46466-7 (Open-Access).